# Tatabánya Megyei Jogú Város Levéltára
Tatabánya Megyei Jogú Város Levéltára a város legfiatalabb közgyűjteménye.

## Története
Tatabánya megyei jogú város önkormányzata 1992-ben alapította meg az esztergomi székhellyel működő Komárom-Esztergom Megyei Levéltár Tatabányai Fióklevéltárát. 1995-ben Tatabánya Megyei Jogú Város Levéltára fióklevéltárból önálló városi levéltárrá vált. A folyamatosan gyarapodó iratanyag elhelyezése az addig a Polgármesteri Hivatalban helyet kapó közgyűjtemény raktáraiban már nem volt lehetséges, ezért a városi levéltár 1996-ban a Felsőgallai Szolgáltatóházba költözött, ahol jelenleg is működik.

## A levéltárban található
A levéltár raktáraiban Tatabánya város és elődközségei (Alsógalla, Bánhida, Felsőgalla, Tatabánya) önkormányzati testületeinek, intézményeinek, valamint közüzemeinek (vállalatainak) működése során keletkezett maradandó, illetve történeti értékkel bíró iratanyagát őrzi. A levéltár gyűjtőköre kiterjed az itt élő magánszemélyek személyi eredetű anyagaira is (hivatalos dokumentumok, fotók, fényképek stb.).
A levéltár alapvető szakmai feladatainak ellátásán túl, megalapításától kezdve részt vesz Tatabánya és a mai Komárom-Esztergom vármegye tudományos, kulturális és közművelődési életében.
Az intézmény számítógépes családfakutató programja egyedülálló az országban. A program Tatabánya elődtelepüléseinek (Bánhida, Alsógalla, Felsőgalla) az 1735 és 1895 között készült felekezeti, illetve az elődközségek és Tatabánya község 1895–1947 közötti állami születési, házassági és halotti anyakönyveinek feldolgozásával rögzítette az itt élt népesség jelentős részének személyi adatait. A sokféleképpen kereshető program adatbázisában összesen 223 854 darab születési, házassági, halálozási karton található.

## Külső hivatkozások
- https://web.archive.org/web/20120331223502/http://www.tatabanya.archivportal.hu/